# Rhinocricus tarapoto
Rhinocricus tarapoto är en mångfotingart som beskrevs av Chamberlin 1955. Rhinocricus tarapoto ingår i släktet Rhinocricus och familjen Rhinocricidae. Inga underarter finns listade i Catalogue of Life.